# Ran Hibiki
Ran Hibiki (ひびき 蘭 Hibiki Ran), conocida simplemente como Ran, es un personaje ficticio perteneciente a la saga de videojuegos Rival Schools. Hace su primera aparición en Shiritsu Justice Gakuen: Nekketsu Seisyun Nikki 2, que es la segunda parte de Rival Schools.

## Historia
Ran Hibiki es una estudiante de la Taiyo High School, presuntamente huérfana de padre, que está empecinada en lograr una carrera en el periodismo. Es la redactora jefe del periódico de la escuela. Ella investiga los secuestros y desapariciones, buscando para sacar una noticia exclusiva. En la tercera parte de Rivals Schools trabaja con el presidente y los estudiantes de Pacific High School para encontrar a los responsables de crear el caos entre las escuelas. Su nombre por el parecido con Dan Hibiki de Street Fighter, se ha especulado que son hermanos, pero no hay confirmación por parte de Capcom, a pesar de que si hay muchas pistas como por ejemplo Dan menciona que tiene una hermana en el título de NeoGeo Pocket Color y SNK vs Capcom, en el juego Street Fighter vs Marvel se observa que Dan tiene una hermana de edad escolar. Esto ha llevado a que el la práctica se asuma que Ran es la hermana de Dan. Su seiyu es Akiko Hiramatsu.
- Datos: Q11702112